# Diplotaxis denigrata
Diplotaxis denigrata är en skalbaggsart som beskrevs av Bates 1889. Diplotaxis denigrata ingår i släktet Diplotaxis och familjen Melolonthidae. Inga underarter finns listade i Catalogue of Life.